# Liste von Angehörigen der Legio XVI Flavia Firma
Die Liste von Angehörigen der Legio XVI Flavia Firma enthält die bekannten Angehörigen der Legio XVI Flavia Firma. Die Liste ist nicht vollständig.

## Erläuterungen
1) Die röm. Vornamen (Praenomen) werden i. d. R. abgekürzt angegeben, dies betrifft die folgenden Praenomen:
| - A. = Aulus - Ap. = Appius | - C. = Gaius - Cn. = Gnaeus | - D. = Decimus - K. = Kaeso | - L. = Lucius - M. = Marcus | - M’. = Manius - Mam. = Mamercus | - N. = Numerius - P. = Publius | - Q. = Quintus - Ser. = Servius | - Sex. = Sextus - Sp. = Spurius | - T. = Titus - Ti. = Tiberius |

2) Die Tabellen sind grundsätzlich nach dem Familiennamen (Gentilname) der Personen (i. d. R. der zweite Name) sortiert. Falls eine Person kein Praenomen hat, ist gewöhnlich der Gentilname der erste Name. Ist bei einer Person weder Praenomen noch Gentilname bekannt, dann ist der Beiname (Cognomen) der relevante Name für die Sortierung. Personen, deren Name gänzlich unbekannt ist, werden in den Tabellen als Ignotus bezeichnet.
3) Ergänzungen bei den Namen sind durch () und [] gekennzeichnet, siehe Leidener Klammersystem.

## Kommandeure
Der Legatus legionis war der Kommandeur einer Legion. Folgende Legati sind bekannt:
| Name                                                             | Datierung            | Anmerkung         |
| ---------------------------------------------------------------- | -------------------- | ----------------- |
| L. Burbuleius Optatus Ligarianus                                 | um 125/130           |                   |
| L. Domitius Apollinaris                                          | um 85/90             |                   |
| L. Fabius Cilo Septiminus Catinius Acilianus Lepidus Fulcinianus | zwischen 180 und 184 |                   |
| L. Marius Perpetuus                                              | 198/200              |                   |
| L. Neratius Proculus                                             | Antoninus Pius       |                   |
| Ignotus                                                          |                      | (ILAlg-01, 01283) |

## Offiziere

### Tribuni
Es gab in einer Legion sechs Tribunen, einen Tribunus laticlavius sowie fünf Tribuni angusticlavii. Folgende Tribuni sind bekannt:
| Name                               | A / L | Datierung  | Anmerkung                     |
| ---------------------------------- | ----- | ---------- | ----------------------------- |
| T. Aelius Naevius Antonius Severus | L     | 171/250    | (CIL 6, 1332)                 |
| M. Accenna Helvius Agrippa         | L     | 2. Jhd.    |                               |
| Cl(audius) Tyrannus                | A     | 101/200    | (CIL 3, 10329)                |
| Q. Domitius Hispanus               | A     |            | (CIL 8, 5179)                 |
| P. Postumius Romulus               | A     |            | (AE 1906, 6, ILAlg-01, 01290) |
| M. Sentius Proculus                | A     | 2. Jhd.    |                               |
| Statilius Dionysius                |       | 202/204    | (CIL 6, 1074)                 |
| P. Tullius Varro                   | L     | um 110/115 |                               |
| [] Versenus Granianus              | A     | 151/200    | (CIL 11, 1937)                |
| Ignotus                            | A     | 214/220    | (CIL 6, 1634)                 |

### Centuriones
Ein Centurio befehligte in einer Legion eine Centuria. In einer Legion gab es unter den Centuriones eine festgelegte Rangfolge; der ranghöchste Centurio war der Primus Pilus. Folgende Centuriones sind bekannt:
| Name                        | Rang | Datierung               | Anmerkung                                                                                    |
| --------------------------- | ---- | ----------------------- | -------------------------------------------------------------------------------------------- |
| C. Annius Maximus           |      | 101/300                 | (AE 2016, 1673) Stauner S. 114–116                                                           |
| M. Aurelius Claudianus      |      | 2. / 3. Jhd.            |                                                                                              |
| L. Aurelius Maximus         |      | Mark Aurel/Lucius Verus | (IGR III 1117, IGR III 1118) Stauner S. 116 Anm. 19                                          |
| Calvisius Maximus           |      | 171/230                 | (AE 1991, 267)                                                                               |
| T. Cerv[onius] Lucius       |      |                         | CIL 3, 264                                                                                   |
| T. Flavius Pomponianus      |      | 106/150                 |                                                                                              |
| M. Iulius Avitus            |      | 1. Jhd.                 |                                                                                              |
| C. Iulius Celer             |      | 2. oder 3. Jhd.         |                                                                                              |
| C. Iulius Nobilianus        |      | 101/200                 | (CIL 5, 3250)                                                                                |
| C. Iulius Valerianus        |      | 2. Jhd.                 |                                                                                              |
| N. Marcius Plaetorius Celer |      |                         |                                                                                              |
| C. Octavius Honoratus       |      | Mitte 2. Jhd.           |                                                                                              |
| L. Paccius Nonianus         |      | 1. Jhd.                 |                                                                                              |
| Petusius Eudemus            |      | 177/179                 | (IGR III 1121, IGR III 1122, IGR III 1195, IGR III 1290) Stauner S. 115 Anm. 17, 116 Anm. 18 |
| Pudens                      |      |                         | (ZPE-115-140)                                                                                |
| C. Sulgius Caecilianus      |      | 3. Jhd.                 |                                                                                              |
| A. Terentius Centro         |      |                         | (CIL 3, 6766)                                                                                |
| M. Ulpius Antullinus        |      |                         | (CIL 3, 6056)                                                                                |
| M. Volusius Maximus         |      | 163/165                 | (CIL 3, 200, CIL 3, 201)                                                                     |
| Ignotus                     |      | 71/130                  | (AE 1997, 1522)                                                                              |

## Principales
Rangniedere Offiziere und Unteroffiziere werden als Principales bezeichnet.
| Name                  | Rang | Datierung | Anmerkung                    |
| --------------------- | ---- | --------- | ---------------------------- |
| C. Quintianus Maximus | SI   |           | (ZPE-115-140) Mitford S. 140 |

1. ↑  SI: Signifer.

## Soldaten
| Name                   | [ So 1 ] | Datierung | Anmerkung                        |
| ---------------------- | -------- | --------- | -------------------------------- |
| [] Aureliu[s] Aelianus | CA       | 171/300   | (AE 1957, 283)                   |
| Aurelius Alexander     |          | 222/235   | (AE 1937, 244)                   |
| Iul(ius) Aufidius      |          | 101/130   | (AE 1947, 102)                   |
| C. Trebon[iu]s         |          | 69/100    | (ZPE-115-142) Mitford S. 141–142 |
| T. Vibius Rufinus      | EV       | 51/150    | (CIL 6, 627)                     |

1. ↑  CA: Custos armorum, EV: Evocatus.

## Veteranen
| Name                                       |  | Datierung | Anmerkung      |
| ------------------------------------------ |  | --------- | -------------- |
| C. Domitius Valens (Γαῖος ∆ομέτιος Οὐάλης) |  |           | Eck S. 219–220 |